# Eugene Boateng
Eugene Kwaku Asante Boateng (* 20. März 1985 in Düsseldorf) ist ein deutscher Schauspieler, Choreograf, Tänzer und Model.

## Leben
Als Sohn ghanaischer Eltern geboren, wuchs Eugene Boateng (Spitzname „U-Gin“) mit seinen sieben Geschwistern in der durch Hausbesetzer bekannt gewordenen Kiefernstraße in Düsseldorf auf. Im Alter von 19 Jahren fing er an zu trainieren und nahm an Tanz-Wettbewerben teil. 2006 gewann er den Talentwettbewerb Viva Dancestar mit Detlef Soost und zog daraufhin nach Berlin.
In Zusammenarbeit mit verschiedenen deutschen Künstlern wie Kool Savas, MIA, Jan Delay und den No Angels wirkte Eugene Boateng in zahlreichen Musikvideos als Tänzer mit.
Mit Theaterproduzent Christoph Winkler und Anja Kozik trat Eugene in Stücken wie Fhlip Fhlop auf, zusammen mit Ernest Allan Hausmann, A Taste Of Ra oder auch Tales of the Funky.
Eine Weiterbildung durch Dozenten der Berliner Schauspielschule Ernst Busch und der Universität der Künste in den Bereichen Gesang, Schauspiel sowie Regie verhalf ihm zu Rollen in Liebe macht sexy, Robert Zimmermann wundert sich über die Liebe, in Serien wie Um Himmels Willen und Kinowerbespots.
Sein Kinodebüt hatte er mit einer Hauptrolle neben Christian Ulmen in Becks letzter Sommer (2015). 2021 übernahm er die Titelrolle in York-Fabian Raabes Spielfilm Borga, die ihm auf dem 42. Filmfestival Max Ophüls Preis die Auszeichnung für den gesellschaftlich relevanten Film als Associate Producer und Schauspieler einbrachte. Außerdem erhielt er eine Nominierung als Bester Nachwuchsdarsteller.
Auf Vorschlag der SPD-Landtagsfraktion in Nordrhein-Westfalen wurde Boateng 2022 zum Mitglied der 17. Bundesversammlung gewählt.

## Filmografie (Auswahl)
- 2008: ProSieben Funny Movie: Dörte’s Dancing (Fernsehfilm)
- 2008: Robert Zimmermann wundert sich über die Liebe (Kinofilm)
- 2009: Liebe Macht Sexy (Kinofilm)
- 2010–2011: WALF: We All Love Football (Fernsehserie)
- 2011: Um Himmels Willen (Fernsehserie, 1 Folge)
- 2014: Einmal Leben bitte (Fernsehfilm)
- 2015: Becks letzter Sommer (Kinofilm)
- 2016: Plan B: Scheiß auf Plan A (Kinofilm)
- 2016: Boat People (Kurzfilm)
- 2016: Im Nirgendwo (Fernsehfilm)
- 2018: Letzte Spur Berlin – Lebensretterin (Fernsehserie)
- 2018: Technically Single (Webserie)
- 2018: Die Protokollantin (Fernsehserie, 5 Folgen)
- 2020: Annie – kopfüber ins Leben (Fernsehfilm)
- 2020: Werkstatthelden mit Herz (Fernsehfilm)
- 2021: Borga
- 2021: Tribes of Europa (Fernsehserie)
- 2021: Der Flensburg-Krimi: Der Tote am Strand
- 2022, 2023: SOKO Stuttgart (Fernsehserie, Folgen: Unter Strom, Enkeltrick)
- 2023: Mit Harpunen schießt man nicht (Fernsehfilm)
- 2024: Der Flensburg-Krimi 2: Wechselspiele
- 2024: Dünentod – Tod auf dem Meer
- 2024: Dünentod – Falsches Spiel
- 2025: Dünentod – Tödliche Geheimnisse
- 2025: Zimmer im Grünen – Herzenswege (Fernsehfilm)

## Theater
- Hungryfeet (Comedy-Drama); Schauspieler; 2004. Choreograf Othello Johns. Leitung Renat Saffiulin
- Die dunkle Seite der Sonne (Drama); Schauspieler; 2005. Choreograf Othello Johns. Leitung Renat Saffiulin
- Tales Of The Funky (Comedy-Drama); Schauspieler; 2007. Choreograf Christoph Winkler. Leitung Christoph Winkler
- Revolte (Drama); Schauspieler; 2007. Choreograf Anja Kozik. Leitung Anja Kozik
- Saal A (Drama); Schauspieler; 2008. Choreograf Christoph Winkler. Leitung Christoph Winkler
- Der Tod und das Mädchen (Drama); Schauspieler; 2008. Choreograf Anja Kozik. Leitung Anja Kozik
- A Taste Of Ra (Drama); Schauspieler; 2009. Choreograf Christoph Winkler. Leitung Christoph Winkler
- I wanna die for you (Drama); Schauspieler; 2009. Choreograf Anja Kozik. Leitung Anja Kozik
- Stier und Mädchen (Drama); Schauspieler; 2009. Choreograf Anja Kozik. Leitung Anja Kozik
- Flhip Flhop (Comedy); Schauspieler; 2010. Choreograf Nikol. Szentmiklosi. Bühnenwerk Matt Bailey, Joe D
- Maldoror Amped (Drama); Solo-Schauspieler; 2011. Choreograf Christoph Winkler. Leitung Christoph Winkler
- Othello (Drama); Schauspieler, Chorleiter; 2011. Choreograf U-Gin Boateng. Leitung U-Gin Boateng
- Die Heimsucher und der Kosmopolit (Drama); Schauspieler; 2011. Choreograf Anja Kozik. Leitung Anja Kozik
- Hairspray (Musical) am Deutschen Theater München 2012; Tänzer, Sänger, Schauspieler; Rolle: „Seaweed“ J. Stubbs. Regie: Andreas Gergen
- Home 13 (Tanztheater); Tänzer; 2013. Leitung Anja Kozik
- Co-Existence (Tanztheater); Tänzer; 2015. Leitung Anja Kozik

## Auszeichnungen
- 2021: Filmfestival Max Ophüls Preis, Preis für den gesellschaftlich relevanten Film für Borga (als Associate Producer und Schauspieler)
- 2021: Bundesverband Schauspiel, Deutscher Schauspielpreis für Borga.
- 2022: African Movie Academy Award, Bester Hauptdarsteller für Borga[9]